# Euglenophyceae
Euglenophyceae es un grupo de protistas flagelados, comúnmente presentes en agua dulce, en especial cuando esta es rica en materia orgánica. Son organismos comunes, de distribución cosmopolita, que también se encuentran en el suelo, en barros salobres y algunos en aguas marinas. Son unicelulares, aunque en ocasiones forman colonias unidas por una matriz gelatinosa, sésiles o libres. La mayoría de sus miembros presentan cloroplastos y son autótrofos, aunque algunas especies han perdido secundariamente los cloroplastos y son por tanto heterótrofos. Las euglenofíceas son protistas que han conseguido las características algales mediante endosimbiosis con un alga verde. El género típico es Euglena, una conocida alga unicelular.

## Características

Morfología de Euglena: 1-flagelo largo, 2-mancha ocular, 3-fotorreceptor, 4-flagelo corto, 5-bolsillo apical o reservorio, 6-cinetosoma, 7-vacuola contráctil, 8-paramilo, 9-cloroplastos, 10-núcleo celular, 11-nucleolo, 12-periplasto.

Las euglenofíceas son organismos fotosintéticos, aunque algunas especies han perdido secundariamente los cloroplastos. Abundan especialmente en ambientes de agua dulce eutróficos y son indicadores de contaminación orgánica. Varias especies habitan en aguas salobres y estuarios y unos pocos linajes forman parte del plancton marino. Viven en los sedimentos o nadando en la columna de agua.
Presentan formas variables incluso dentro de la misma especie: usualmente son flagelados, pero pueden pasar a un estado inmóvil cambiando de forma, o haciéndose esféricos y enquistándose. La célula presenta un bolsillo o invaginación apical o subapical que consiste de un canal angosto y un reservorio. En este bolsillo están insertados los flagelos. Puede haber dos flagelos iguales o desiguales, el segundo flagelo también puede ser más corto y estar unido a la base del flagelo largo; algunas especies tienen más de dos flagelos. Normalmente el flagelo emergente presenta una fila de mastigonemas. Puede aparecer un estigma o mancha ocular, con un fotorreceptor sensible a luz. 
Carecen de pared celular, pero presentan una película que recubre la célula o periplasto proteináceo dentro de la membrana plasmática. El periplasto, que puede estar ornamentado, está formado por un conjunto de bandas encajadas unas dentro de otras de manera que permitan deslizarse por movimientos de contracción y expansión. Debajo hay microtúbulos y vesículas mucilaginíferas involucradas en la formación del periplasto. En ocasiones se produce, externamente, mucílago formando una lorica.
La reproducción asexual es por bipartición, incluso cuando están en fase flagelada. Primero hay una duplicación de todos los orgánulos y luego la citoquinesis siguiendo las líneas helicoidales de las bandas del periplasto. Cuando las condiciones no son favorables se enquistan y germinan cuando vuelven a serlo. No se ha observado reproducción sexual. 
La clasificación se basa en la disposición de los flagelos, excepto un género, que es sésil, Colacium, que conserva sus flagelos en el reservorio.  Algunas cepas de Euglena gracilis son utilizadas como indicadoras de vitamina B12 en el medio.

## Cloroplastos
Las especies fotosintéticas presentan cloroplastos supuestamente adquiridos por endosimbiosis secundaria de un alga verde prasinofita del grupo de las Pyramimonadales, pues están rodeados de tres membranas y contienen clorofilas a y b Los cloroplastos se presentan en grupos de tres a doce, mientras que los tilacoides forman grupos de dos a seis, generalmente en grupos de tres. Los cloroplastos pueden ser lenticulares, acintados, reticulados o estrellados. Como pigmentos accesorios presentan β-caroteno y xantofilas. Entre estas últimas están la astaxantina, que les da un color rojizo, hematocromo, por ejemplo en Euglena sanguinea, que da un color rojo al agua donde vive, y euglenorodona.
Como material de reserva acumulan paramilo (un beta-1-3-glucano, agregación lineal de glucosa), que aparece en grandes corpúsculos, unos pocos por célula. Además acumulan crisolaminarina, que también es un beta-1-3-glucano, pero ramificado. Puede aparecer un pirenoide, donde se forma el material de reserva. El paramilo que puede estar dentro o fuera de las células, según el género.
Si las euglenas son colocadas en oscuridad, pierden su plastos quedando en forma de proplastidios, que volverán a pigmentarse con la luz.

## Clasificación
Dentro de las euglenofíceas se distinguen dos órdenes:
- Euglenales. Presentan un solo flagelo emergente, pues el segundo es muy corto y no sobresale del bolsillo apical, o bien los dos flagelos son no emergentes. Suelen vivir en hábitats dulceícolas y además de especies fotosintéticas incluyen también no coloreadas.

- Eutreptiales. Se distinguen del otro orden en que presentan de dos a cuatro flagelos emergentes, iguales o desiguales y son fundamentalmente marinos o de aguas salobres. Además, todos los miembros del grupo son fotosintéticos, mientras que los euglenales incluyen también especies no coloreadas.

- Rapaza. Género basal de las euglenofíceas. A diferencia de los órdenes descritos que son fotótrofos, Rapaza es mixótrofo con capacidad eucariotívora.[7]

## Galería

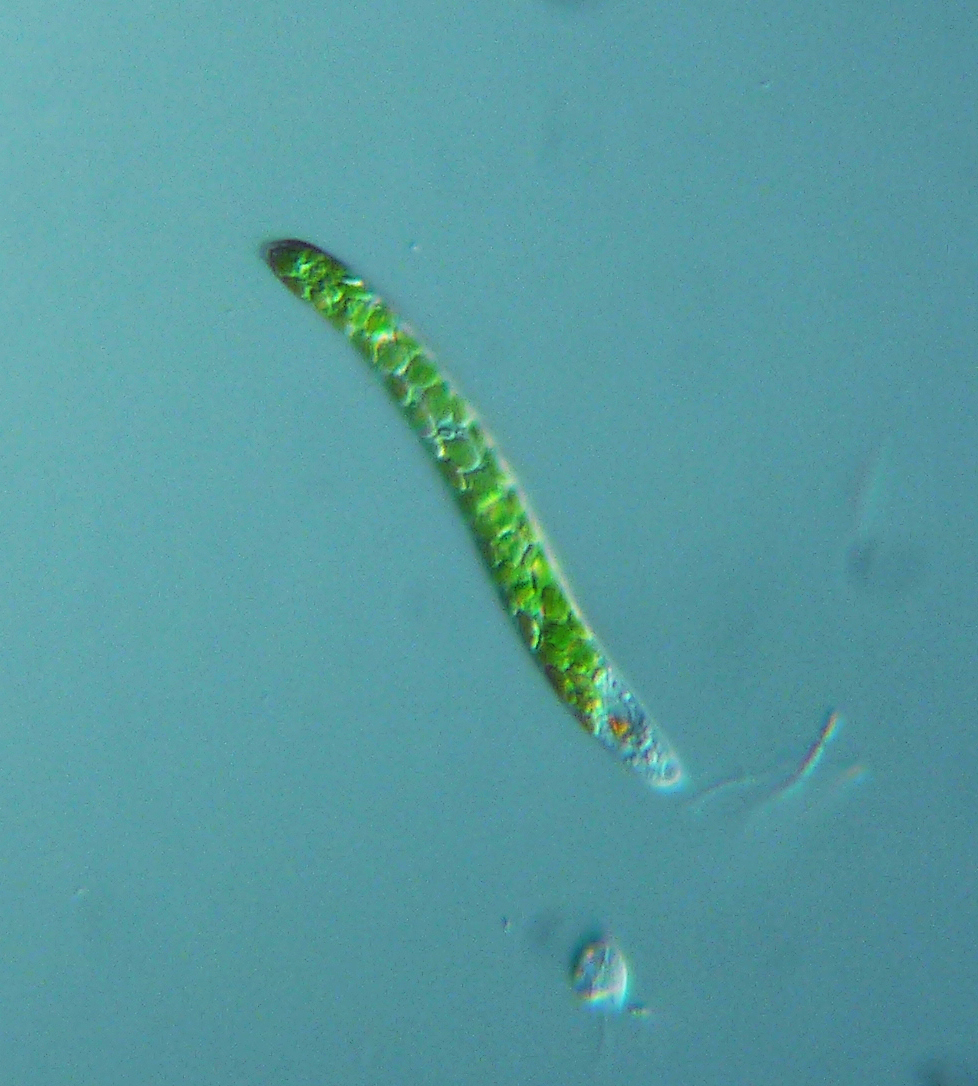
Euglena mutabilis (Euglenales)
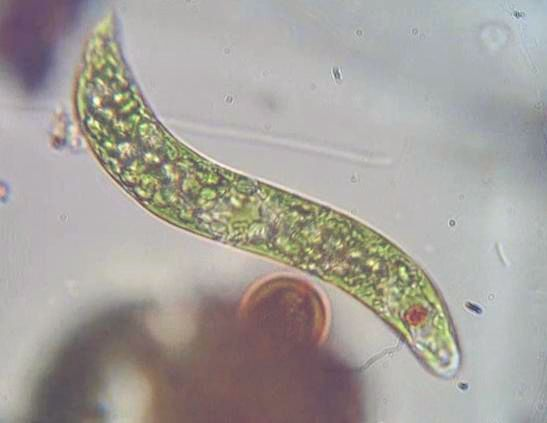
Euglena viridis (Euglenales)
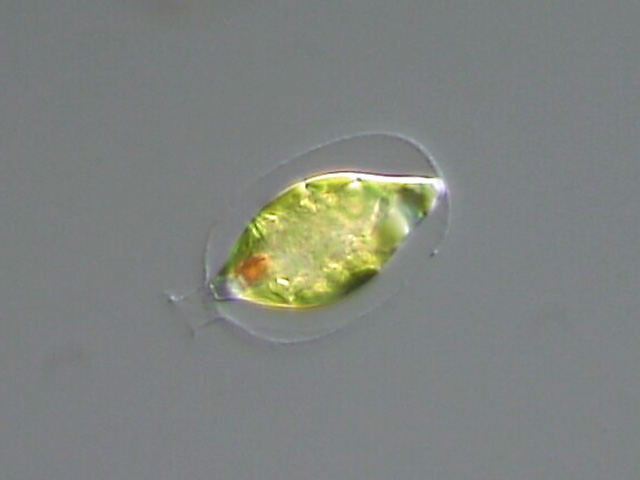
Trachelomonas (Euglenales)
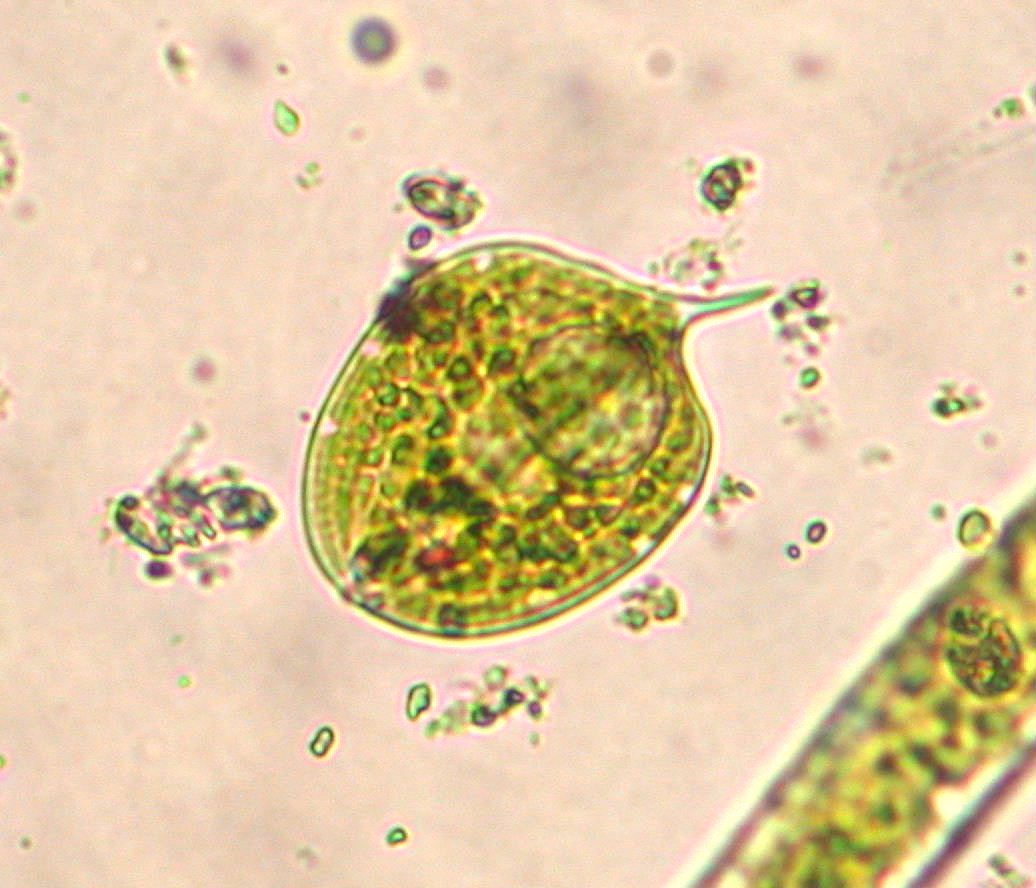
Phacus (Euglenales)
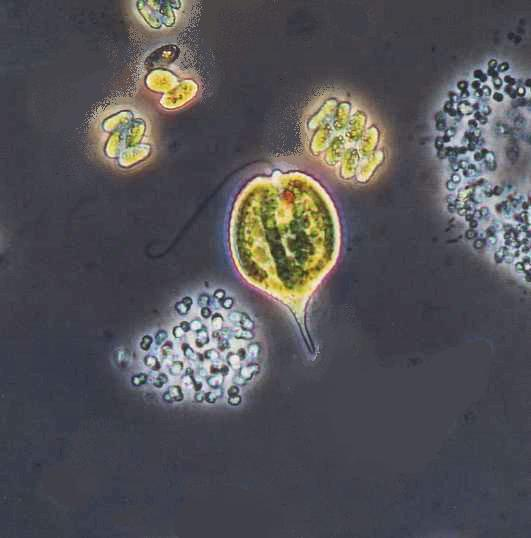
Phacus (Euglenales)